# Hélène Laporte
Pour les articles homonymes, voir Laporte.
Hélène Laporte , née le 29 décembre 1978 à Villeneuve-sur-Lot (Lot-et-Garonne), est une femme politique française.
Membre du Rassemblement national depuis 2014, elle est conseillère régionale de Nouvelle-Aquitaine de 2015 à 2021, députée européenne de 2019 à 2022, puis est élue députée dans la 2e circonscription de Lot-et-Garonne en 2022, réélue en 2024.

## Situation personnelle

### Naissance et famille
Hélène Laporte naît le 29 décembre 1978 à Villeneuve-sur-Lot. Son grand-père Jacques Laporte est candidat du Front national aux élections législatives de 1997 à Villeneuve-sur-Lot, et sa mère, Isabelle Laporte, est élue de l'opposition municipale de la même ville.
Titulaire d'un master 2 en droit et en économie, elle est analyste bancaire et conseillère en gestion de patrimoine de profession. Mariée à un chirurgien orthopédique bordelais, elle est mère de deux enfants.

## Parcours politique

### Conseillère régionale de la région Aquitaine
Un an après avoir adhéré au Front national, elle se présente aux élections régionales de 2015, à l'issue desquelles elle est élue — sous son nom d'épouse, Hélène Pain — conseillère régionale de la région Aquitaine-Limousin-Poitou-Charentes, qui devient ensuite la Nouvelle-Aquitaine.

### Législatives de 2017 et européennes de 2019

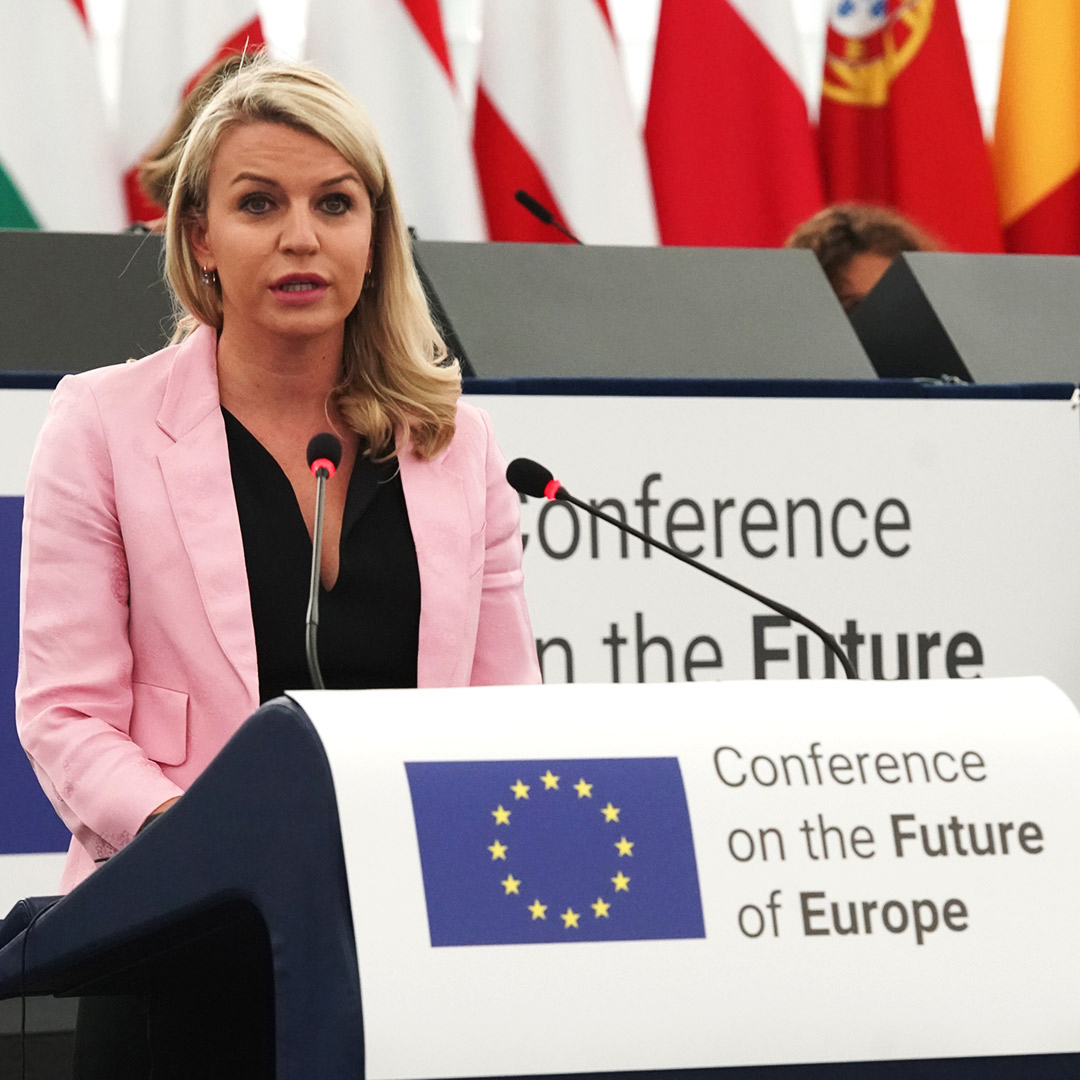
Hélène Laporte à la session plénière inaugurale de la conférence sur l'avenir de l'Europe le 13 juin 2021 à Strasbourg.

Candidate aux élections législatives de 2017 dans la deuxième circonscription de Lot-et-Garonne, elle est battue au second tour par Alexandre Freschi, candidat de La République en marche, avec 40,28 % des voix.
En deuxième position sur la liste du Rassemblement national aux élections européennes de 2019,, elle est élue députée européenne. Elle vote en juin 2021 contre une résolution exhortant les États de l'Union à « garantir l’accès universel à un avortement sûr et légal ».

### Cadre et membre du bureau exécutif du RN
En juillet 2020, elle cesse d'être membre de la commission nationale d'investiture, une fonction qu'elle occupera à nouveau à partir de novembre 2022.
En juillet 2021, elle fait son entrée au bureau exécutif du RN.
En janvier 2022, elle est désignée chef de la délégation du RN au sein du groupe Identité et Démocratie au Parlement européen, à la suite de la démission de Jérôme Rivière.

### Députée, vice-présidente de l'Assemblée nationale et vice-présidente du RN
À nouveau candidate dans la deuxième circonscription de Lot-et-Garonne aux élections législatives de 2022, elle arrive en tête au premier tour avec 30,55 % des suffrages. Elle est élue députée à l'Assemblée nationale lors d'une triangulaire face à Christophe Courrègelongue (candidat du Parti socialiste, au sein de la Nouvelle Union populaire écologique et sociale) et Alexandre Freschi, député sortant de La République en marche (Ensemble pour la majorité présidentielle), après avoir recueilli 39,44 % des voix au second tour.
Le 29 juin 2022, elle est élue vice-présidente de l'Assemblée nationale sous la présidence de Yaël Braun-Pivet, avec 284 voix des députés, dont de nombreuses voix provenant du groupe Renaissance et de la droite.
Le 5 novembre 2022, à l'occasion du XVIIIe congrès du Rassemblement national, elle est élue 3e vice-présidente du parti et retrouve son siège en commission nationale d'investiture.
À la suite de la dissolution de l'Assemblée nationale le 9 juin 2024, elle est de nouveau candidate à la députation pour les élections législatives anticipées. Largement en tête au premier tour avec 49,31 % des suffrages, elle est élue au second contre le candidat du Nouveau Front populaire et maire de Virazeil Christophe Courrègelongue, avec un score de 57,20 %.
Hélène Laporte est candidate, sans succès, à sa propre succession comme vice-présidente de l'Assemblée nationale. En septembre 2024, à la suite de la nomination de la vice-présidente DR de l'Assemblée Annie Genevard au poste de ministre de l'Agriculture, de la Souveraineté alimentaire et de la Forêt, le nom d'Hélène Laporte est évoqué par Politico, avec celui de Sébastien Chenu, comme potentielle candidate du RN au siège vacant à la vice-présidence.
Début 2025, elle obtient la présidence du groupe d’amitié France-Maroc à l'Assemblée nationale.

## Déplacement en Russie
En 2020, elle fait partie des dix députés européens du RN à figurer parmi les « experts » internationaux observant le référendum constitutionnel contesté en Russie, permettant, entre autres, à Vladimir Poutine de se représenter aux élections présidentielles russes jusqu'en 2036, et qui interdit le mariage homosexuel. D'une durée de quatre jours, le déplacement s'achève le 3 juillet.
Malgré les irrégularités remarquées par de nombreux observateurs, elle estime au micro de l'agence de presse d’État russe RIA Novosti que le scrutin répond à toutes les exigences démocratiques. Elle va jusqu'à le qualifier de « leçon de démocratie ».